# Кеннеди, Эдвард
Э́двард Мур (Тед) Ке́ннеди (англ. Edward Moore «Ted» Kennedy; 22 февраля 1932 — 25 августа 2009) — американский юрист и политик, который занимал пост сенатора США от штата Массачусетс в течение почти 47 лет, с 1962 года до своей смерти в 2009 году. Член Демократической партии США и видной политической семьи Кеннеди, он был вторым по старшинству членом Сената на момент своей кончины. Младший брат 35-го президента США Джона Ф. Кеннеди и 64-го генерального прокурора Роберта Ф. Кеннеди, отец конгрессмена Патрика Кеннеди.
После учёбы в Гарвардском университете и получения степени юриста в Виргинском университете Кеннеди начал свою карьеру в качестве помощника окружного прокурора округа Саффолк (штат Массачусетс). Кеннеди было 30 лет, когда он первый раз стал сенатором от Массачусетса, победив на внеочередных выборах в ноябре 1962 года, чтобы занять вакантное место, ранее занимаемое его братом Джоном, который вступил в должность президента США. В 1964 году он был избран на полный шестилетний срок, а затем переизбирался ещё семь раз. Чаппаквиддикский инцидент в 1969 году привёл к гибели пассажирки Мэри Джо Копечне в его автомобиле. Он признал себя виновным по обвинению в том, что покинул место происшествия, а позже получил двухмесячный условный срок. Этот инцидент и его последствия помешали его шансам когда-либо стать президентом. Он баллотировался в 1980 году на президентских праймериз среди демократов, но проиграл действующему президенту Джимми Картеру.
Кеннеди был известен своими ораторскими способностями. Его траурная речь 1968 года в честь брата Роберта и хвалебное выступление 1980 года в адрес современного американского либерализма были одними из самых известных его выступлений. Он стал признанным «Львом Сената» благодаря своему долгому пребыванию в должности и влиянию. Кеннеди и его сотрудники составили более 300 законопроектов, которые впоследствии стали полноценными законами. Будучи убеждённым социал-либералом, Кеннеди выступал за вмешательство государства в экономику с целью социально-экономической справедливости. Тем не менее он также был известен тем, что работал с республиканцами для нахождения компромиссов. Кеннеди сыграл важную роль в принятии многих законов: Закон об иммиграции и гражданстве (1965 год), Национальный закон о раке (1971 год), Закон о медицинском страховании (1985 год), Закон о борьбе с апартеидом (1986 год), Закон об инвалидах и Закон Райана Уайта о помощи больным ВИЧ/СПИДом (1990 год), Закон о гражданских правах (1991 год), Закон о равенстве в области психического здоровья (1996 год), Закон о медицинском страховании детей (1997 год), Закон о начальном и среднем образовании (2001 год) и Закон о волонтёрской службе (2009 год). В 2000-е годы он руководил несколькими неудачными усилиями по принятию иммиграционной реформы. В течение своей сенатской карьеры Кеннеди прилагал усилия для реализации всеобщего охвата услугами здравоохранения, что он называл «целью моей жизни». К концу своей жизни Кеннеди стал рассматриваться как крупная фигура и представитель американского прогрессивизма.
25 августа 2009 года Кеннеди умер от злокачественной опухоли головного мозга (глиобластомы) в своем доме в Хайаннис-Порт (штат Массачусетс) в возрасте 77 лет. Он был похоронен на Арлингтонском национальном кладбище рядом со своими братьями Джозефом (кенотаф), Джоном и Робертом.

## Ранняя жизнь
Эдвард Мур Кеннеди родился 22 февраля 1932 года в больнице Святой Маргариты, расположенной в бостонском районе Дорчестер (штат Массачусетс). Он был младшим из девяти детей Джозефа Патрика Кеннеди и Розы Фицджеральд — членов известных ирландских американских семей в Бостоне. После женитьбы они стали одной из самых богатых семей в стране. Его восемью братьями и сестрами были Джозеф-младший, Джон, Розмари, Кэтлин, Юнис, Патриция, Роберт и Джин. Старший брат Теда Джон попросил стать крестным отцом новорождённого, и его родители выполнили эту просьбу, хотя и не согласились с просьбой назвать ребёнка Джорджем Вашингтоном Кеннеди (Тед родился в день 200-летия первого президента США Джорджа Вашингтона). Мальчик был назван в честь помощника своего отца.
В детстве Тед часто менял место жительство из-за переездов семьи между населёнными пунктами: Бронксвилл (штат Нью-Йорк), Хайаннис-Порт (штат Массачусетс), Палм-Бич (штат Флорида) и Сент-Джеймсский двор в Лондоне. Его формальное образование началось в школе Гиббса (Кенсингтонский район Лондона). К одиннадцати годам из-за постоянных переездов сменил десять школ, что не очень хорошо влияло на его учёбу. Параллельно Тед был министрантом в бронксвилльской церкви Святого Иосифа, и ему было семь лет, когда он получил своё Первое Причастие от Папы Римского Пия XII в Апостольском дворце (Ватикан). Шестой и седьмой классы провёл в школе Фессенден, а восьмой — подготовительной школе Крэнвелл, где он был посредственным учеником. Обе школы находились в Массачусетсе.
В возрасте от восьми до шестнадцати лет Тед перенёс моральные потрясения, вызванные неудачной лоботомией его сестры Розмари, и гибелью брата и сестры: Джозефа-младшего во время Второй мировой войны в 1944 году и Кэтлин в авиакатастрофе в 1948 году. С 1946 по 1950 год он учился в Академии Милтона и занял 36-е место в выпускном классе из 56 человек. Кеннеди также играл в теннисной команде и состоял в драматическом, дискуссионном и хоровом клубах.

## Колледж, военная служба и юридическая школа
Как отец и братья до него, Тед окончил Гарвард-колледж и поступил в Гарвардский университет. Во время весеннего семестра он был направлен в ориентированный на спортсменов Уинтроп-Хаус, где также жили его братья. Был нападающим и защитником в футбольной команде первокурсников; его игра характеризовалась бесстрашным стилем. В первом семестре Кеннеди и его одноклассники договорились скопировать ответы другого студента во время выпускного экзамена по естественным наукам. В конце второго семестра в мае 1951 года он беспокоился о том, чтобы сохранить право заниматься лёгкой атлетикой в течение следующего года, и попросил одноклассника занять его место на экзамене по испанскому языку. Уловка была немедленно раскрыта, и оба студента были отчислены за жульничество. В гарвардском отделении серьёзных дисциплинарных дел им сказали, что они могут подать заявление на университетскую реадмиссию в течение года или двух лет, если продемонстрируют хорошее поведение в течение этого времени.
В июне 1951 года Кеннеди завербовался в армию Соединенных Штатов и записался на дополнительный четырехлетний срок, который был сокращен до двух лет после вмешательства его отца. После базовой подготовки на армейском посту Форт-Дикс (штат Нью-Джерси) он запросил назначение в Форт Холаберд (штат Мэриленд) для подготовки к службе в армейской разведке, но через несколько недель был уволен без объяснения причин. Позднее стало известно, что его обвинил в левых взглядах юрист, который враждовал с его братом Робертом Кеннеди. Затем отправился в лагерь Гордон (штат Джорджия) для обучения в Корпусе военной полиции Армии США. В июне 1952 года Кеннеди был назначен часовым в почётном карауле парижской штаб-квартиры Верховного главнокомандования ОВС НАТО в Европе. В марте 1953 года, после 21 месяца службы, ушёл из армии в звании рядового первого класса.
Летом 1953 года Кеннеди вновь поступил в Гарвард и улучшил свою учёбу. Его брат Джон был сенатором США, и семья привлекала всё больше внимания общественности. Тед же стал активным участником различных университетских клубов и команд, закончив Гарвардский университет со степенью бакалавра искусств в 1956 году.
Из-за его низких оценок, Кеннеди не был принят на юридический факультет Гарвардского университета и поэтому он поступил вслед за своим братом Бобби на юридический факультет Виргинского университета, а летом 1958 года проходил практику в Академии международного права (Гаага, Нидерланды). Во время учёбы он был официально назначен руководящим менеджером предвыборной кампании своего брата Джона по переизбранию в Сенат в 1958 году; способность Теда общаться с обычными избирателями на улице помогла добиться рекордной победы, что придало убедительность президентским амбициям Джона. Тед окончил юридическую школу в 1959 году, став членов коллегии адвокатов штата Массачусетс.

## Семья и ранняя карьера
В октябре 1957 года (в начале своего второго курса юридического факультета) Эдвард Кеннеди познакомился со студенткой Манхэттенвилльского колледжа и моделью конкурсов красоты Джоан Беннетт, незнакомой с миром политики. После того как пара обручилась, она начала нервничать из-за того, что выходит замуж за кого-то, кого не очень хорошо знает, но Джо Кеннеди настоял на том, чтобы свадьба состоялась. 29 ноября 1958 года супругов обвенчал кардинал Фрэнсис Спеллман в церкви Святого Иосифа (Бронксвилл, штат Нью-Йорк). У Теда и Джоан родилось трое детей: Кара (1960—2011), Тед-младший (род. 1961) и Патрик (род. 1967). К 1970-м годам их брак оказался в затруднительном положении из-за измен Теда и растущей алкогольной зависимости Джоан.
В 1960 году его брат Джон объявил о своей кандидатуре на пост президента Соединённых Штатов, а Тед руководил его предвыборной кампанией на западе страны. После победы на президентских выборах Джон подал в отставку с поста сенатора от штата Массачусетс, которое временно занял друг семьи Кеннеди Бенджамин Смит. Несмотря на свои сомнения и колебания старших братьев, по настоянию отца Эдвард начал готовиться к участию в сенатских выборах 1962 года. В феврале 1961 года он начал работать помощником окружного прокурора округа Саффолк (штат Массачусетс), за что получал номинальную зарплату в 1 доллар.

## Сенатор

### Факты
В 1969—1971 годах — помощник лидера демократической партии (партийный «кнут») в Сенате США.
Сенатор Эдвард Кеннеди был вторым по старшинству членом Сената после Роберта Байрда из Западной Виргинии и третьим по величине срока службы сенатором за всю историю США.
С момента участия в президентской кампании сенатор Кеннеди стал одним из самых узнаваемых и влиятельных членов Демократической партии, за что часто назывался «Иконой демократов», а также «Львом Сената».
В течение многолетней работы в Сенате сенатор Кеннеди и его сотрудники разработали более 2500 законопроектов, из которых более 300 стали законами. Также сенатор Кеннеди поддержал 550 других законодательных инициатив, также впоследствии ставших законами. Более того, в своей законотворческой деятельности Кеннеди был известен тем, что весьма эффективно взаимодействовал с сенаторами-республиканцами и республиканской администрацией, часто вызывая тем самым недовольство однопартийцев.
Лидер либерального крыла Демократической партии. Признанный специалист в области здравоохранения (в том числе защиты материнства и детства, исследований в области рака и пр.), проблем беженцев, контроля над оружием массового поражения, сторонник запрета свободной продажи личного оружия и пр.
Именно Кеннеди назвал «Стратегическую оборонную инициативу» (СОИ) президента Рейгана программой «Звездных войн».

### 1960-е годы
В июне 1964 года повредил позвоночник в результате авиакатастрофы. Полгода провёл в госпитале. Периодически был вынужден носить корсет.

### Инцидент в Чаппакуиддике
Вечером 18 июля 1969 года Кеннеди находился на острове Чаппакуиддик на вечеринке, которую он устроил для группы молодых женщин, участвовавших в предвыборной кампании его брата Роберта в 1968 году. Кеннеди, будучи за рулём Oldsmobile Delmont 88, покинул вечеринку вместе с одной из участниц, Мэри Джо Копечне. Проезжая по мосту Дайк-Бридж, который в то время не имел ограждения, он не справился с управлением и упал в воду. Кеннеди удалось спастись из перевернувшегося автомобиля, и он, по его словам, семь или восемь раз нырял в воду, пытаясь спасти спутницу. В конце концов он выбрался на берег, оставив девушку в затопленной машине. Он обратился к властям только на следующее утро, когда тело девушки было уже найдено.
25 июля 1969 года Кеннеди был признан виновным в том, что покинул место происшествия, и приговорён к двум месяцам заключения условно. В тот же вечер он выступил в национальных средствах массовой информации и признал тот факт, что не сообщил о происшедшем в полицию немедленно, однако отрицал управление в нетрезвом виде и аморальную связь с потерпевшей. Кеннеди обратился к избирателям Массачусетса с вопросом, должен ли он покинуть Сенат или остаться на своём посту. Получив благоприятный для него ответ в полученных сообщениях, Кеннеди 30 июля объявил, что он останется в Сенате и будет бороться за переизбрание в следующем году.
В январе 1970 года в Эдгартауне (шт. Массачусетс) было проведено расследование в связи с гибелью Мэри Копечне. По запросу адвокатов Кеннеди, Верховный юридический суд Массачусетса постановил, что расследование будет закрытым. Председательствующий судья Джеймс Бойл заключил, что Кеннеди солгал в некоторых аспектах своих показаний, и что гибели Мэри Копечне способствовало его небрежное вождение. В апреле 1970 года большое жюри в Марта-Вайнъярд провела двухдневное расследование, но не вынесло обвинительного заключения, после чего Джеймс Бойл опубликовал свой отчёт. Кеннеди объявил его выводы «неподтверждёнными». Случай в Чаппакуиддике в течение нескольких последующих лет породил большое количество статей и книг.

### 1970-е годы
В апреле 1974 года Кеннеди посетил СССР, где встретился с Леонидом Брежневым и добивался полного запрета на испытания ядерного оружия и упрощения эмиграции. Тогда же он произнёс речь в Московском государственном университете, встретился с советскими диссидентами и добился разрешения на выезд из страны Мстислава Ростроповича. Свой следующий визит в СССР он нанёс в 1978 году. У него состоялась ещё одна встреча с Брежневым, и ещё раз он встречался с диссидентами. Кроме того сенатор принял участие в работе Международной конференции по первичной медико-санитарной помощи Всемирной организации здравоохранения (ВОЗ) и детского фонда ООН (ЮНИСЕФ) в Алма-Ате.

### 1980-е годы
В феврале 1986 года сенатор Эдвард Кеннеди посетил Москву и встретился с новым лидером СССР — Генеральным секретарем ЦК КПСС Михаилом Горбачёвым. На встрече обсуждались вопросы контроля за ядерным оружием и проблемы еврейской эмиграции из СССР. Сенатор сделал обращение к советским гражданам по 1 программе ТВ и дал интервью В. С. Зорину (сокращённый вариант обращения транслировался в программе «Время»). Четвёртый визит сенатора в СССР состоялся в 1990 году.

### Агитация за Обаму и болезнь
В мае 2008 года Кеннеди был прооперирован по причине опухоли мозга. Операция прошла успешно.
20 января 2009, во время торжественной церемонии инаугурации 44-го президента США Барака Обамы Кеннеди упал в обморок. Его доставили в Вашингтонский медицинский центр, в отделение нейрохирургии, что послужило поводом для слухов о его тяжёлом состоянии. Однако, по словам Эдварда Олиси, заведующего отделением нейрохирургии, в приёмный покой которого доставили сенатора, Кеннеди быстро пришёл в сознание, а причиной обморока стало переутомление.

## Смерть
Сенатор Кеннеди скончался от опухоли мозга 25 августа 2009 года в своём доме, спустя 2 недели после смерти своей старшей сестры Юнис (1921—2009). В заявлении, сделанном после смерти сенатора, его семья благодарила «каждого, кто заботился и помогал ему в течение последних лет, и каждому, кто был вместе с ним в его неустанном марше правопорядка». Президент Обама отметил, что смерть Кеннеди «потеря экстраординарного лидера» и что у него с супругой сжались сердца, когда они узнали о смерти сенатора. После смерти Эдварда Кеннеди его сестра Джин осталась единственным живым ребёнком Джозефа и Роуз Кеннеди.
Гроб с телом покойного Эдварда Кеннеди доставили в библиотеку им. Джона Кеннеди в Бостоне, где с покойным пришли проститься 50 тыс. человек. После чего траурная процессия направилась в сторону собора, где состоялось отпевание и на котором присутствовали президент Барак Обама, вице-президент Джозеф Байден, бывшие президенты США Билл Клинтон и Джордж Буш-младший (он также представлял на похоронах своего отца президента Джорджа Буша-старшего), а также 3 бывших вице-президента США, 58 действующих и 21 бывших сенаторов и члены Палаты Представителей.
После этого тело сенатора Кеннеди было доставлено в пригород Вашингтона, где он был похоронен на Арлингтонском кладбище, рядом с могилами братьев Джона, Джозефа и Роберта.

## Был автором или способствовал принятию законов
- Закон о праве на информацию
- Закон об избирательном праве
- Закон о запрете возрастной дискриминации
- Законодательство о запрете дискриминации по признаку пола
- Поправка к Конституции о праве голоса для 18-летних
- Закон о лучшей защите детей
- Закон об обеспечении медицинских исследований
- Реформа Иммиграционного законодательства
- Реформа федерального уголовного законодательства
- Закон о защите религиозной свободы
- Законы об обеспечении равного доступа и высоких стандартов на всех уровнях образования

Всего за время своей службы сенатором Кеннеди был автором более чем 2 500 законопроектов. Из этих законопроектов несколько сотен стали законами. По мнению консервативного сенатора-республиканца Орина Хэтча: «Его братья были великими людьми, но они не смогли бы снести его ношу законодателя» (Time. — 1991. — April 29. — p. 28.).

## Кеннеди и армянское лобби
Кеннеди часто действовал в интересах армянского лобби и в 1995—2009 годах входил в так называемую Группу по армянским делам Конгресса США. Он лоббировал законопроекты о признании геноцида армян (1975, 1982, 1984 и 2006 годов), выделение дополнительной американской финансовой помощи Армении в 1992—1996 годах и принятие антиазербайджанской Поправки 907 (в дальнейшем в 2000 и 2001 годах голосовал против её отмены).

## Награды

### Государственные награды
В 1967 г. назван среди 10 выдающихся молодых людей США (US Jr CofC)
- Большой Крест ордена Ацтекского орла (Мексика, 2008)

Незадолго до смерти Эдварда Кеннеди, 30 июля 2009 года, было объявлено о том что президент США Барак Обама наградит его высшей гражданской наградой США Президентской медалью Свободы.

### Почётные степени
- 1967 — почётный доктор гуманитарных наук Колледжа св. Петра.
- 1969 — почётный доктор Университета Массачусетса.
- 1970 — почётный доктор права Колледжа Babson.
- 1973 — почётный доктор права Сиракузского университета.
- 1977 — почётный доктор права Колледжа Holy Cross.
- 2006 — почётный доктор Колледжа Спрингфилда.
- 2008 — почётный доктор права Гарвардского университета, который был его альма-матер.

## Образ Кеннеди в художественной литературе
- Archer J. Shall We Tell The President? — 1977. — фантастический роман, в котором Эдвард Кеннеди является президентом США и объектом покушения. После опубликования, роман вызвал скандал. В 1990-х годах вышел на русском языке, но в русском издании Эдварда Кеннеди заменила выдуманная героиня — президент Флорентина Кейн.
- Упоминается в произведениях Апдайка, Бредбери, Хайнлайна и др.

## Основные работы
- Decisions for a Decade. Policies & Programs for the 1970s. — N. Y: Doubleday; Garden City, 1968. — 222 p.
  - Решения грядущего десятилетия : Курс и программа на 1970-е годы. / Перевод с англ.. — М. : Прогресс, 1970. — 163 с.
- In critical condition. The crisis in America’s health care = В критических условиях. Кризис американской системы здравоохранения. — N. Y., 1972. — 252 p.
- Our day and generation: the words of Edward Kennedy = Наше время и поколение. Высказывания Эдварда Кеннеди. — N. Y.: Simon & Schuster, 1979.
- Freeze! How your can help prevent nuclear war = Замораживание! Как вы можете помочь предотвратить ядерную войну. — Toronto, 1982. (Совместно с сенатором-республиканцем Хэтфилдом)
- America Back On Track. Viking Adult. — 2006.
- My Senator and Me: A Dog’s-Eye View of Washington, D.C. Small, David (illus.). — NY: Scholastic Press, 2006. — 56 p. (Книга для детей. Взгляд на политику и Вашингтон с точки зрения собаки сенатора Сплаща.)
- True Compass. — Twelve, 2009. (второе издание — 2011). — 532 p. (Мемуары сенатора.)
  - Один за всех : воспоминания / [Пер. с англ. А. Яврумяна]. — М. : КоЛибри, 2012. — 622, [1] с., [20] л. ил. — (Персона : биографии, автобиографии, мемуары) — ISBN 978-5-389-02769-5